# Arsène Lupin legújabb kalandjai
Az Arsène Lupin legújabb kalandjai (eredeti cím: Le retour d'Arsene Lupin) francia televíziós filmsorozat, amelynek zenéjét Vladimir Cosma szerezte. Franciaországban a France 3 vetítette, Magyarországon a TV-1 sugározta.

## Szereplők
| Szereplő         | Színész(nő)                  | Magyar hang |
| ---------------- | ---------------------------- | ----------- |
| Arsène Lupin     | François Dunoyer             | ?           |
| Lisa             | Anna Condo                   | ?           |
| Grognard         | Eric Franklin                | ?           |
| Ganimard         | Paul Le Person               | ?           |
| Alicia           | Catherine Lachens            | ?           |
| Glroia           | Charlotte Kady               | ?           |
| Breton           | Bruno Raffaelli              | ?           |
| Arthur           | Aurélien Wiik                | ?           |
| Urbina Da Ponte  | Lida Ferro                   | ?           |
| Cissy            | Catherine Alric              | ?           |
| Valèrie          | Silli Togni                  | ?           |
| Krecsov          | Bernard Dhéran               | ?           |
| Antonia Forlano  | Tamara Dona                  | ?           |
| Freud            | Silvano Tranquilli           | ?           |
| Martini          | Pier Senarica                | ?           |
| Martini felesége | Rosetta Salata               | ?           |
| Adrienne         | Michele Laroque              | ?           |
| Mendosa szenátor | Miguel Navarro               | ?           |
| Lucky Luciano    | Carlos Cruz                  | ?           |
| Maria            | Broselianda Hernandez Boudet | ?           |

## Epizódok

### 1. évad
1. A pápai medalion
2. Barátom, a rendőrfőnök
3. Herlock Sholmes is színre lép
4. A földalatti etruszk folyosók
5. A jade maszk
6. Találkozás Freud doktorral
7. A különös kisasszony
8. Cápák Havannában
9. A gyémántköves ruha
10. A császár szelencéje
11. Tatjána elvtársnő
12. Az arany háromszög

### 2. évad
1. Egy higgadt tudós
2. A kastély aranya
3. Junot ágyúja
4. A tigris fogai
5. Az elfeledett dallam
6. A kétarcú boszorkány
7. Cagliostro grófnő
8. A végzetes csecsebecse